# بييرو الثاني دي ميديشي
بييرو دي لورينزو دي ميدديشي الملقب بالمغفل أو المتعوس (فلورنسا، 15 فبراير 1471 – غاريليانو، 28 ديسمبر 1503) سياسي وعسكري إيطالي ، الابن البكر للورينزو دي ميديشي وكلاريشي أورسيني أي شقيق البابا اللاحق لاون العاشر .
رغم تربيته منذ الطفولة ليخلف والده حاكماً لفلورنسا ومديراً لمصرف العائلة على يد معلمين معروفين أختيروا له من أمثال أنجلو بوليزيانو ، فإنه لم يُـظهر موهبة بتولي مراكز كتلك مفتقراً لقوة الشخصية ومتصفاً بالغطرسة وقلة الالتزام . تزوج من ألفونسينا أورسيني قريبة والدته وخلف منها لورينزو (1492- 1519) و كلاريشي (1493 - 1528) إضافة إلى كوزيمو الذي مات طفلاً .
تولى قيادة المدينة إثر وفاة والده في عام 1492 . بعد فترة قصيرة من الهدوء النسبي، إنهار التوازن السلمي الهش بين الدول الإيطالية الذي عمل والده بجد لبناءه، وذلك بقرار شارل الثامن ملك فرنسا عبور جبال الألب على رأس جيش للاستيلاء على مملكة نابولي التي يزعم حقه في وراثتها (1494).
راقبت جميع الدول الإيطالية بقلق بالغ لنزول جيش جرار كهذا إلى شبه الجزيرة، وفي فلورنسا صـُوبت كل العيون حول الكيفية التي قد يتصرف بها بييرو مع ضيف ليس عدائي على كل حال، ولكنه ثقيل الظل.
وفي نفس الوقت توجه شارل الثامن إلى ميلانو، حيث ساعد لودوفيكو سفورزا لإقصاء ابن شقيقه جان غالياتسو سفورزا بانتصار ساحق.
لدى عبور شارل الثامن توسكانا حيث توجب عليه ترك بعض قوات في المؤخرة تضمن الاتصالات، حاول بييرو التزام جانب الحياد . و عند غزو توسكانا حاول المقاومة، إلا أنه لم يتلق أي مساعدة من فلورنسا بسبب تأثير جيرولامو سافونارولا المناوئ لعائلة ميديشي وحاكم الأمر الواقع بالنسبة لغالبية السكان الذين لا يودون البدء بحرب قد تـُخسر في بدايتها .
حين اقترب جيش شارل الثامن من فلورنسا اضطر بييرو لأن يستسلم حياله استسلاماً غير مشروط، فلم يضع بييرو فيه أي شرط ورضي بكل طلبات شارل. بذلك تحصل شارل على مرور حر في أرض توسكانا، فضلاً عن أربعة معاقل في مناطق حدودية واستراتيجية (مثل حصن بييتراسانتا ، الذي خاضت لوكا وجنوا وبيزا معارك طاحنة من أجل السيطرة عليه). يذكر أكثر الرواة معارضة لآل ميديشي بأن بييرو قد ركع أمام الملك مقبلاً بـُلغته، نبأٌ ربما كان نتيجة لخيال تشنيعي مفرط، ولكنه ألهب الجماهير في فلورنسا.
كان سافونارولا وحزب أعداء الميديشية ينتظران منذ فترة شرارة لإشعال انتفاضة شعبية زرعتها منذ مدة طويلة عظات الراهب الدومينيكي النارية الذي لم تعد تعوقه الآن شخصية لورينزو الرائع الكاريزمية.
نهب الفلورنسيون الساخطون قصر ميديشي وأعادوا الجمهورية الحقة بنظر الغالبية الشعبية وثيوقراطية سافونارولا الواضحة (على سبيل المثال أُعلن السيد المسيح ملكاً أوحداً لفلورنسا). نـُقـِل تمثال جوديث لدوناتيلو من نافورة في القصر الميديشي ووضعت بأبهة في ساحة ديلا سنيوريـّا كرمز للاستبداد المطرود من قـِبل الشعب.
نـُفي الفرع الرئيسي من عائلة ميديشي، بينما صف الفرع الثانوي إلى جانب الثوار فسـُمي بالشعبي لتفريقه عن أقاربه المكروهين (خطوة ربما أراد لورينزو البوبولانو و سقيقه جوفاني بها الحركة تزكية المواطنين ولعلهما يـُنتـَخبان لحكم المدينة)
لجأ بييرو مع العائلة أولاً إلى البندقية بفضل تتدخل فيليبي دي كومينس .
سنة 1503 أثناء تحرك بييرو إلى معركة غاريليانو بانضمامه للجيش الفرنسي في حروبه التي لم تخمد بعد مع الإسبان بإيطاليا من أجل السيطرة على مملكة نابولي، غرق في نهر غاريليانو مـُنهـِياً حياته بطريقة غير لائقة .

## الأبناء
تزوج سنة 1488 من ألفونسينا أورسيني و أثمر ذلك إبنين هما لورينزو دوق أوربينو (1492 - 1519) والد كاترين دي ميديشي ، و كلاريشي دي ميديشي (1493-1528) زوجة فيليبو ستروتسي .